# Getto di Jacopo
Getto di Jacopo talvolta citato come Ghetto di Jacopo (fl. 1386-1405) è stato un pittore italiano attivo principalmente a Pisa.
Era il figlio di Jacopo di Michele.

## Biografia
La sua unica opera firmata è la rappresentazione di sei santi nel Museo di San Matteo a Pisa. Gli è stato attribuito un affresco, Noli Me Tangere, proveniente dall'ex chiesa di San Felice e Regolo e acquisito dalla Cassa di Risparmio di Pisa (ora in mostra a Palazzo Blu).